# Аксиномантия

Топор

Аксиноманти́я (др.-греч. ἀξῑνο-μαντεία от ἀξίνη — топор и μαντεία — гадание) — гадание при помощи топора, всаживаемого в колоду, один из стариннейших античных способов гадания, изобретение которого приписывают персидскому магу Остану.
Способ гадания был таков: вбивали топор в круглый брусок, при этом мог произноситься заговор. В качестве ответа на задаваемый вопрос истолковывались звуки и вибрации, возникавшие при всаживании топора, или направление рукояти, если топор падал на землю. Также ответ подбирался соответственно слову, при произнесении которого топор сделает движение. Для отыскания преступника брали топор за рукоять и, называя одно за другим имена, ждали, при чьём имени колода начинает вращаться.
Не без основания замечают, что топор как необходимейшее орудие в первобытных обществах точно так же, как и впервые полученное железо, производили громадное впечатление: в них видели присутствие таинственных сил и с ними стали связывать гадание.